# Can Domènec (el Bruc)
Can Domènec és una obra del Bruc (Anoia) inclosa a l'Inventari del Patrimoni Arquitectònic de Catalunya.

## Descripció
Construcció singular que travessa el carrer mitjançant un arc. Té coberta a dues aigües. Planta baixa i un pis. La porta d'entrada està situada sota la volta. A l'altre costat hi ha també una porta que dona a una gran dependència, actualment és una premsa d'oli. Els arcs de la volta i de les portes són de pedra. Edifici restaurat recentment. Aquesta casa tanca visualment el conjunt d'edificacions que configuren la plaça.

## Història
És una de les construccions més antigues de la vila, situada en el primitiu nucli de la població, camí de l'església. Per les seves característiques de casa senyorial al costat de construccions de la mateixa època però populars, es creu que es tractava de la casa del feudal. La dependència situada justament sobre la volta és coneguda com la sala capitular.